# 有吉城
有吉城（ありよしじょう）は、千葉市緑区おゆみ野有吉にあった日本の城。

## 歴史
1538年（天文7年）の第一次国府台合戦で、小弓公方の足利義明が敗死したのち、里見氏が小弓公方に変わって房総を支配する形となった。そこで、北条氏康は里見氏に対する防備を厳しくすべく、妹婿の千葉氏胤と図って、川越城主北条綱成を生実に派遣し、里見氏に対する防衛の城を有吉に築かせた。
1552年（天文21年）、里見氏は房総の北条氏の勢力を一掃するべく、有吉城を攻めた。城主北条綱成はよく防戦し、里見軍を撃退した。
1564年（永禄7年）の第二次国府台合戦では、里見軍が国府台に進出したことから、その途中にあった有吉城は廃城になったものと考えられている。

## 構造
有吉城は、おゆみ野有吉の「字西側」に所在したと伝わるが、現在は有吉公園となっており、明確な土塁・空堀などの遺構は認められない。

## アクセス
- 京成千原線 学園前駅 徒歩15分